# Apionsoma papilliferum
Apionsoma papilliferum är en stjärnmaskart som först beskrevs av Wilhelm Moritz Keferstein 1865.  Apionsoma papilliferum ingår i släktet Apionsoma och familjen Phascolosomatidae. Inga underarter finns listade i Catalogue of Life.